# Université César-Vallejo
L’université César-Vallejo (en espagnol : Universidad César Vallejo), connue également sous le sigle UCV, est une université privée située au Pérou. Elle fut fondée le 12 novembre 1991 à Trujillo par l’ingénieur César Acuña Peralta,.
L’université prend le nom du célèbre poète péruvien César Vallejo et commence son fonctionnement le 1er avril 1992. Son siège principal se trouve à Trujillo, mais il existe des filiales dans autres villes péruviennes telles que Chiclayo, Piura, Chimbote, Tarapoto et Lima.
L’UCV fait partie d’une association universitaire (Association USS-UCV-UA) aux côtés de l’université Seigneur de Sipán (USS) et l’université autonome du Pérou (UA). Elle compte actuellement huit facultés et vingt-deux écoles professionnelles.
Le président du Pérou Pedro Castillo est diplômé de l'université.

## Liste de Facultés
| Faculté                                  | École professionnelle |
| ---------------------------------------- | --- |
| Faculté des sciences de la communication | École de communication École de journalisme                                                                                                |
| Faculté d'économie et affaires           | École d'administration École de gestion hôtelière et de tourisme École de comptabilité École de mercatique École de commerce international |
| Faculté de sciences médicales            | École de médecine École d'obstétrique École de nutrition École de soins infirmiers                                                         |
| Faculté de droit                         | École de droit |
| Faculté d'éducation                      | École d'éducation maternelle École d'éducation élémentaire École d'éducation en langues École de traduction                                |
| Faculté de sciences humaines             | École de psychologie |
| Faculté de génie                         | École de génie agro-industriel École de génie civil École de génie informatique École de génie mécanique                                   |